# 열혈형사
《열혈형사》는 2020년에 개봉한 대한민국의 영화이다.

## 캐스팅
- 김인권 : 동민 역
- 얀츠카 : 몽허 역
- 김승현 : 장 형사 역
- 하주희 : 알리샤 역
- 천이슬 : 토야체 역
- 서도현 : 재현 역
- 민준현 : 오 과장 역
- 손상혁 : 남 모델 3 역

## 같이 보기
- 2020년 대한민국의 영화 목록